# Liste der Könige von Hawaii

Das Wappen des Königreichs Hawaiʻi.

Die Liste der Könige von Hawaii enthält die souveränen Monarchen des Königreichs Hawaiʻi.
Das Königreich wurde von Kamehameha I. im frühen 19. Jahrhundert begründet, der von der großen Insel (Hawaiʻi) ausgehend die gesamte Inselkette zu einem Staat vereinte. Die Monarchie wurde 1894 zugunsten einer Republik abgeschafft, 1898 erfolgte die Annexion des Inselstaates durch die Vereinigten Staaten von Amerika.

## Häuptlinge (Aliʻiʻaimoku) der großen Insel
|  | Name                     | Regierungszeit | Verwandtschaft                     | Anmerkungen                                                                   |
|  | ------------------------ | -------------- | ---------------------------------- | ----------------------------------------------------------------------------- |
|  | Keaweikekahialiʻiokamoku | 1695–1725      |                                    | 21. Häuptling der großen Insel                                                |
|  | Alapaʻinuiakauaua        | 1725–1754      | Neffe des Vorgängers               | Thronräuber, Häuptling von Kohala                                             |
|  | Kalaniʻōpuʻu             | 1754–1782      | Enkel von Keaweikekahialiʻiokamoku | Captain James Cook wurde am 14. Februar 1779 in der Kealakekua Bucht getötet. |
|  | Kīwalaʻō                 | 1782           | Sohn des Vorgängers                | Wurde im Juli 1782 von seinem Vetter Kamehameha im Kampf getötet.             |

## Könige von Hawaii

### Kamehameha-Dynastie
|  | Name (Geburtsname)                                   | Regierungszeit | Verwandtschaft                       | Anmerkungen |
|  | ---------------------------------------------------- | -------------- | ------------------------------------ | --- |
|  | Kamehameha I. (Paiʻea)                               | 1795–1819      | Urenkel von Keaweikekahialiʻiokamoku | Vereinte bis 1810 die gesamte Inselkette zu einem Königreich.                                                                     |
|  | Kamehameha II. (Liholiho)                            | 1819–1824      | Sohn des Vorgängers                  | regierende Königin 1819–1824: Kaʻahumanu                                                                                          |
|  | Kamehameha III. (Kauikeaouli)                        | 1824–1854      | Bruder des Vorgängers                | regierende Königin 1824–1832: Kaʻahumanu Hawaii wird von Großbritannien, Frankreich und den USA als unabhängiger Staat anerkannt. |
|  | Kamehameha IV. (Alexander ʻIolani Liholiho Keawenui) | 1855–1863      | Neffe des Vorgängers                 | |
|  | Kamehameha V. (Lot Kapuāiwa)                         | 1863–1873      | Bruder des Vorgängers                | |

### Kalaimamahu-Dynastie
|  | Name (Geburtsname)                  | Regierungszeit | Verwandtschaft              | Anmerkungen |
|  | ----------------------------------- | -------------- | --------------------------- | ----------- |
|  | Lunalilo (William Charles Lunalilo) | 1873–1874      | Großneffe von Kamehameha I. |             |

### Kalākaua-Dynastie
|  | Name (Geburtsname)                       | Regierungszeit | Verwandtschaft                                | Anmerkungen                                                                                                  |
|  | ---------------------------------------- | -------------- | --------------------------------------------- | --- |
|  | Kalākaua (David Kalākaua)                | 1874–1891      | entfernt mit der Kamehameha-Dynastie verwandt | Betrat als erster König Hawaiis US-amerikanischen Boden.                                                     |
|  | Liliʻuokalani (Lydia Liliʻuokalani Paki) | 1891–1894      | Schwester ihres Vorgängers                    | Wurde 1893 entmachtet, worauf 1894 die Proklamation der Republik und 1898 die Annexion durch die USA folgte. |